# Hassane Alla
Hassane Alla (Uchda, Marruecos, 24 de noviembre de 1980) es futbolista marroquí. Juega de volante y actualmente juega en Stade Lavallois de Francia. 

## Selección nacional
Fue internacional con la Selección de fútbol de Marruecos, jugó 6 partidos internacional.

### Participaciones Internacionales
| Torneo                         | Sede  | Resultado  |
| ------------------------------ | ----- | ---------- |
| Copa Africana de Naciones 2004 | Túnez | Subcampeón |

## Clubes
| Club            | País      | Año       |
| --------------- | --------- | --------- |
| MC Oudja        | Marruecos | 2005-2006 |
| Le Havre AC     | Francia   | 2006-2012 |
| Stade Lavallois | Francia   | 2013-2017 |
| US Boulogne     | Francia   | 2017-     |

## Palmarés

### Campeonatos nacionales
| Título  | Club        | País    | Año  |
| ------- | ----------- | ------- | ---- |
| Ligue 2 | Le Havre AC | Francia | 2008 |